# Октябрьский (Сорочинский район)
Октябрьский — посёлок в Сорочинском городском округе Оренбургской области

## География
Находится на южном берегу Сорочинского водохранилища к северу от железнодорожной линии Самара-Оренбург на расстоянии примерно в 3 километрах на юго-восток от города Сорочинск.

## История
До 2015 года посёлок являлся административным центром Рощинского сельсовета Сорочинского района. После упразднения указанных муниципальных образований посёлок вошел в состав Сорочинского городского округа.

## Население
| 2010 |
| ---- |
| 508  |

Население составляло 582 человека в 2002 году (80 % русские), 508 по переписи 2010 года.